# Pseudohemiodon platycephalus
Pseudohemiodon platycephalus is een straalvinnige vissensoort uit de familie van de harnasmeervallen (Loricariidae). De wetenschappelijke naam van de soort is voor het eerst geldig gepubliceerd in 1853 door Kner.